# بخش حسن‌آباد
بخش حسن‌آباد یکی از بخش‌های شهرستان اقلید در استان فارس ایران است.

## تقسیمات کشوری
- بخش حسن‌آباد (اقلید)
  - دهستان احمدآباد
  - دهستان حسن‌آباد
  - دهستان بکان

بخش حسن اباد به مرکزیت شهر حسن آباد در سال ۱۳۷۹ تأسیس گردید که مرکز بخش در سال ۱۳۸۹ به شهر حسن آباد تغییر یافت. براساس نتایج سرشماری سال ۱۳۸۵، جمعیت مرکز بخش ۲۰۲۹ نفر است.

## جمعیت
بنابر سرشماری مرکز آمار ایران، جمعیت بخش حسن آباد شهرستان اقلید در سال ۱۳۹۰ برابر با ۱۷۰۲۰ نفر بوده‌است.
محدوده بخش حسن آباد
از شمال به دهستان خنجشت از بخش مرکزی، از جنوب به بخش درودزن شهرستان مرودشت، از مغرب به بخش سده شهرستان اقلید و از سمت مشرق به بخش پاسارگاد از شهرستان پاسارگاد محدود می‌گردد.
پیشینهٔ حسن آباد روستایی قدیمی است که قدمت آن به قبل از صفویه می‌رسد. جمعیت بخش حسن آباد طبق سرشماری سال 1390شمسی 17020نفر می‌باشد  که دارای سه دهستان بکان ، امامزاده اسماعیل و احمد آباد می‌باشد  و دارای 22 دهیاری مصوب می‌باشد .

## مردم
عمده مردم بخش حسن آباد فارس زبان و از ایل باصری می‌باشند. همچین از ترکان قشقایی و مردم لر زبان نیز در این بخش سکونت دارند.